# The Resurrected – Die Saat des Bösen
The Resurrected – Die Saat des Bösen, auch Evil Dead – Die Saat des Bösen, ist ein US-amerikanischer Horrorfilm von Dan O’Bannon aus dem Jahr 1991. Der Body-Horror-Film basiert auf dem Roman Der Fall Charles Dexter Ward (1927 geschrieben, 1941 veröffentlicht) des amerikanischen Schriftstellers H. P. Lovecraft.

## Inhalt
Claire Ward vermutet die interessanten Experimente und Arbeitstage ihres Mannes im Chemielabor seiner Frau und stellt einen Detektiv namens John March ein, um seine Frau aufzuspüren und die Geheimnisse zu erfahren, die sie verborgen hat. John March erforscht dies mit seinem Team und möchte das Gebäude in Charles' neuem Labor, weit entfernt von der Stadt, untersuchen, weil er den Geruch von toten Tieren und den von ihm verwendeten chemischen Materialien vermutet. Er beginnt damit, sich immer mehr für das Thema interessieren.  Charles und sein Stellvertreter werden während der Razzia im Labor mit der Polizei festgenommen. John besucht das Gebäude mit einem Mitarbeiter und Charles' Frau, um Nachforschungen anzustellen.  Von einem Geheimfach aus, das sie finden, gehen sie unter das Gebäude und erkunden die großen Tunnel und Lernbereiche. Später stellen sie fest, dass dieser Ort, den sie gefunden hatten, ein Ort war, den Charles 'Familie seit Generationen genutzt und experimentiert hatte, um Tote wiederzubeleben.  In einem Kampf um Leben und Tod mit den Kreaturen, denen sie begegnen, gelingt es dem Team, den Vorfall zu beenden, indem es das Gebäude in die Luft sprengt. Als John Charles besucht, der in der Nervenheilanstalt wohnt, stellt er fest, dass Charles nicht er selbst ist, sondern dass ein Verwandter, der vor Jahren gelebt hat, Charles 'Körper benutzt hat. In der letzten Szene des Films wirft John die Mischung, die die Toten wiederbelebt, auf Charles 'Knochen, wodurch die Nachstellung umgekehrt und der Mann in der Erscheinung von Charles zerstört wird.

## Produktion
Der Regisseur O’Bannon und der Drehbuchautor Brent V. Friedman hatten die Lovecraft-Liegenschaft unabhängig voneinander entwickelt. Friedmans Version des Drehbuchs trug den Titel Shatterbrain. Während Friedman den alleinigen Drehbuch-Credit erhielt, flossen auch einige von O’Bannons Ideen in das Projekt ein. O’Bannons ursprünglicher Titel für den Film war The Ancestor, der später in The Resurrected geändert wurde, nachdem er vom Studio für den Kinostart neu geschnitten und geändert worden war. Der Film war O’Bannons erstes Projekt als Regisseur nach The Return of the Living Dead aus dem Jahr 1985.

## Veröffentlichung
The Resurrected wurde 1991 in der offiziellen Auswahl beim Sitges Film Festival in Spanien gezeigt.

## Kritik
Andrew Migliore und John Strysik schreiben in ihrem Buch Lurker in the Lobby: Ein Leitfaden für das Kino von HP Lovecraft: „The Resurrected ist die bislang ernsthafteste Lovecraftian-Verfilmung mit einer soliden Besetzung, einem anständigen Drehbuch, einer erfinderischen Regie und exzellenten Spezialeffekten, die einer der dunkleren Geschichten von [Lovecraft] gerecht werden.“
Der Filmdienst urteilte, der Film biete eine „nicht ungeschickt erzählte Geschichte“. Die Schauspieler seien „nicht immer überzeugend[...]“. „Die unappetitlichen Monster und das Gespür“ für die zugrundeliegende Geschichte machten den Film „interessant“.
Bei Thrill & Kill ist man dagegen der Ansicht, es sei den Regisseuren gelungen, die einzigartige Atmosphäre des lovecraftschen Schaffens wiederzugeben.